# Plectopsis palpalis
Plectopsis palpalis là một loài ruồi trong họ Tachinidae.